# 장고개로
장고개로(長-路)는 인천광역시 서구 가좌2동에서 가재울 사거리와 동부인천스틸을 경유하여 미추홀구 도화동 도화오거리 사이를 잇는 도로이다. 다른 명칭은 장고개길이며, 추후 산곡동에 위치한 군부대가 반환되면 주안장로교회, 부평시장을 거쳐 부천시 상동신도시까지 연장될 예정에 있어, 부흥로와 합치게 될 전망이다.

## 경유지
가좌2동 - 코스모스 · 한신아파트 - 가정초교 - 가좌초등학교(가좌2동 주민센터) - 가재울 사거리 - 가좌사거리 · 가좌 나들목 - 동부인천스틸 삼거리 - 인천의료원 · 인천교 삼거리 - 인천비즈니스고등학교 - 도화오거리

## 비고
산곡동에 위치한 군부대가 추후 반환시 부평역이나, 청천동, 산곡동, 부개동, 갈산동, 효성동, 부천시의 상동·중동신도시에서 주안동, 주안공단, 도화동, 제물포, 동인천역, 월미도, 화도진공원, 항동 연안부두 일대는 물론 연수구 옥련동이나 학익동으로 진입할 때 종전의 원적로나 원적산터널, 인천대로, 가정오거리, 국도 제6호선을 거쳐서 가는 것보다 더 빨리 올 수 있다. 또한 이 도로는 1976년 당시 인천시가 도시 계획 사업에 따라 도로 용지가 확정되었으나, 이 주변에 군부대에 가로로 막히는 장애 요소가 있는 것으로 보이고 있어, 추후 군부대가 반환한 후 도로를 관통할 경우 현재와 같은 불리한 조건이 쉽게 개선될 것으로 기대하고 있다.

## 같이 보기
- 부흥로